# Giovanni Gualberto De Soria

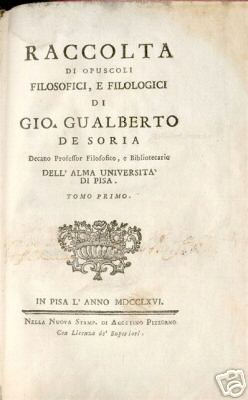
Raccolta di opuscoli

Giovanni Gualberto De Soria (1707 – Sant'Andrea a Lama, 1767) è stato un filosofo italiano.

## Biografia
Nato forse a Pisa, e non a Livorno come sostenuto da alcuni autori, da Enrico e da Maria Elisabetta delle Sedie da Calci, la famiglia paterna risiedeva da tempo a Sant'Ilario in Campo, nell'isola d'Elba ed era probabilmente di origine spagnola. Giovanni Gualberto De Soria fu un filosofo appartenente alla corrente del sensismo, insegnò all'Università di Pisa, combatté il cartesianesimo ed esaltò Galileo Galilei. 
Nel 1741 scrisse l'opera Rationalis Philosophiae Institutiones. 
Dal 1742 al 1746 fu direttore della Biblioteca universitaria di Pisa.
Nel 1766 pubblicò a Pisa la Raccolta di opuscoli filosofici, e filologici. 
Il primo tomo di tale opera comprende Della Immaterialità delle Nature Intelligenti, Della Potenza che ha lo Spirito Umano di determinar se medesimo chiamata Libertà, Il virtuoso Regime del proprio Corpo è un Bene indispensabile per la Felicità della Vita e Della natural dipendenza della Salute Corporea dall'Ilarità dello Spirito.
Il secondo tomo comprende Della Simpatia e un Dialogo tra un Cav. Francese, e un Italiano, seguiti dall'Esame del Giudizio di Monsieur Du Fresnoy circa Michelangelo. 
Nel terzo si trovano Sulle Metamorfosi degl'Insetti e Degl'Influssi Celesti, seguiti da una Dissertazione Accademica sull'Innesto e da La Teoria de' Fosfori, e de' loro divarj.
Giovanni Gualberto De Soria fu allievo di Luigi Guido Grandi, e segnò il passaggio della scuola galileiana verso l'Illuminismo.  De Soria individuò, "nello sviluppo economico il centro dell'interesse dell'attività politica".
È sepolto nella chiesa di Sant'Andrea a Lama, in provincia di Pisa, paese di origine della madre.